# Choltice
Choltice là một chợ huyện thuộc huyện Pardubice, vùng Pardubický, Cộng hòa Séc.